# Siemens Combino

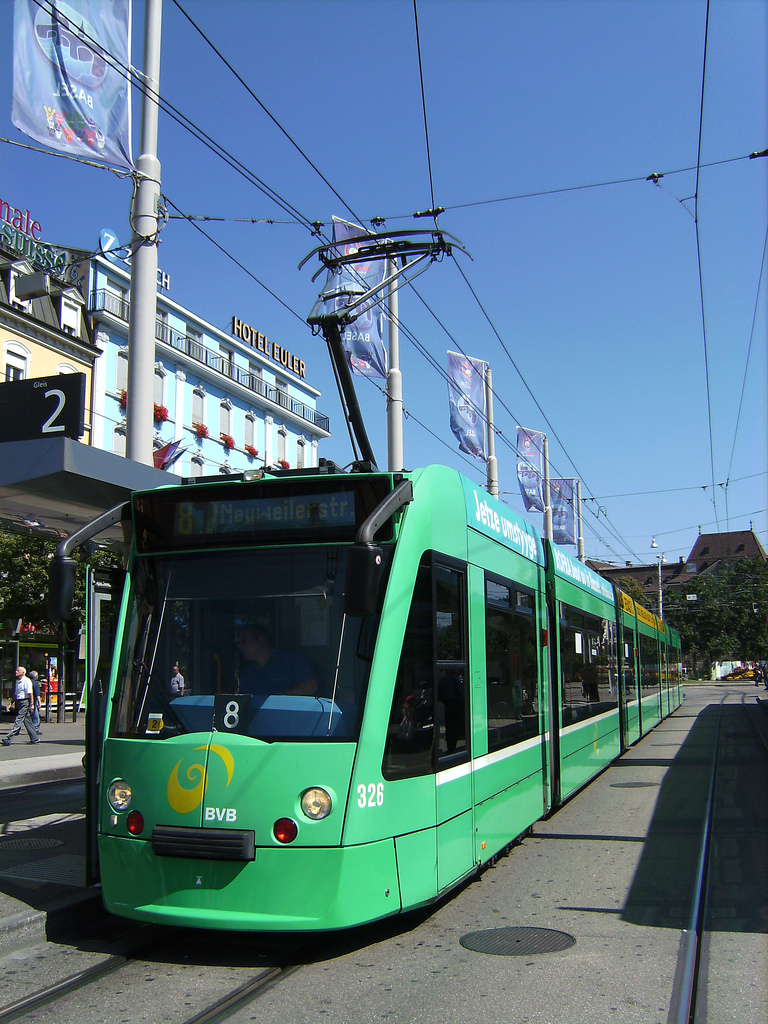
Combino у Базелі

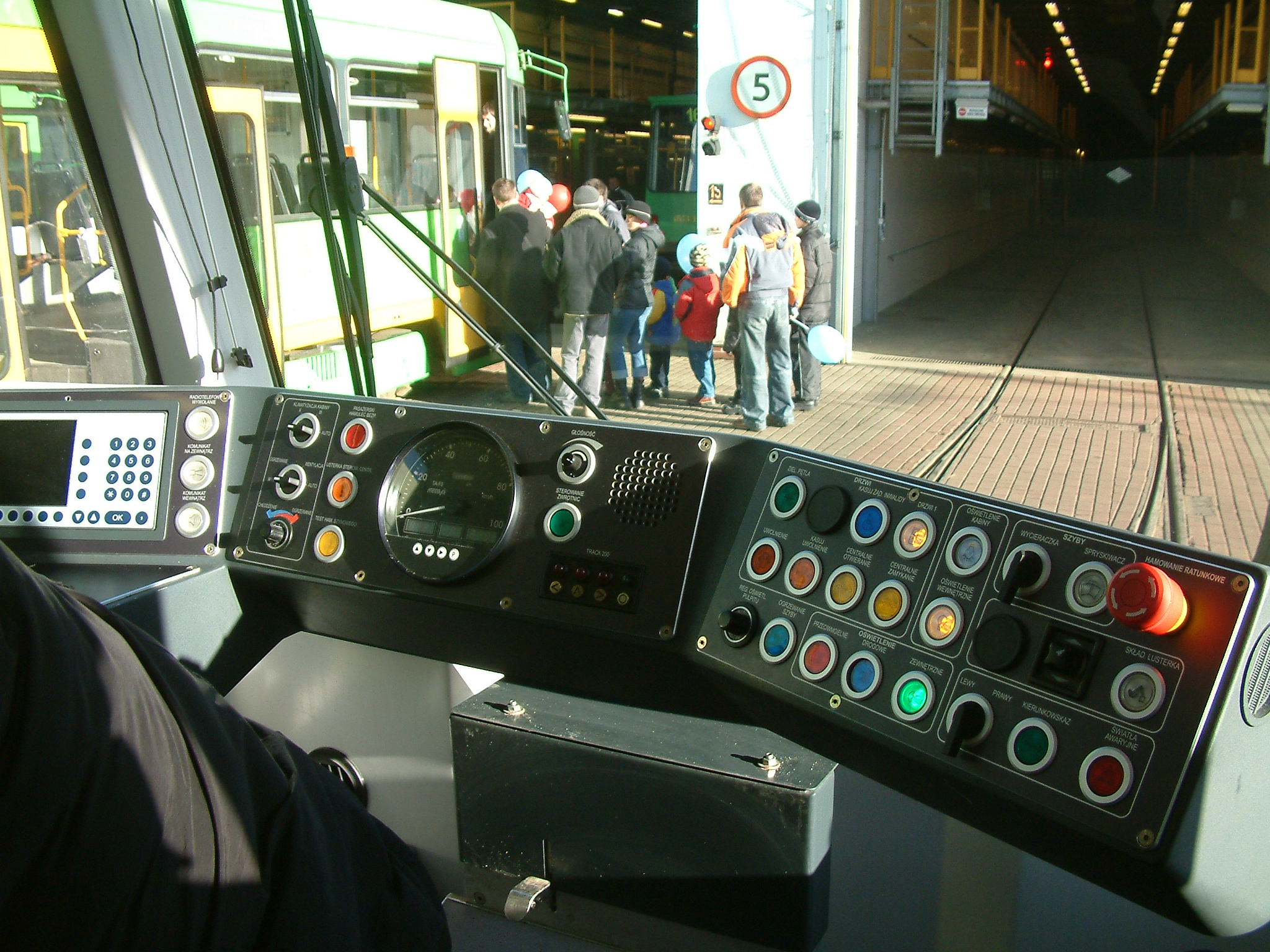
Панель управління Siemens Combino у Познані

Siemens Combino — серія повністю низькопідлогових трамваїв, тобто із заниженою підлогою (що полегшує посадку та вихід з трамваїв для людей з проблемами опорно-рухового апарату) по всій довжині вагона, виробництва Siemens Mobility (раніше Duewag). 
Перший прототип був виготовлений в 1996 році на заводі Duewag у Дюссельдорфі; трамваї тепер виготовляються в Крефельд - Ірдінгені.
Через свою модульну конструкцію з використанням стандартизованих компонентів і зниженню вартості, якийсь час, Combino був одним із найуспішніших типів трамваїв.
В 2007 році нове покоління «Combino» було продано в Берн і було відоме як «Siemens Combino XL». 
Це була оновлена версія оригінального дизайну і мала на меті виправити дефекти в оригінальному дизайні.
Згодом модель була знову перейменована і тепер відома як Avenio M. 14 з них були випущені в 2011 році, 12 були відправлені в Ерфурт і два в Нордхаузен.
Серія Siemens була доповнена новим дизайном трамваїв під назвою Siemens Avenio, які були побудовані за технологією проектування Siemens Combino Plus у Сул-де-Тежу та Будапешті . 
На відміну від Combino, він не має підвісних секцій, а має дві осі під кожною секцією кузова. 
По суті, це як поїзд із двовісних вагонів. 

## Історія
Після злиття Siemens AG в 1989 році з іншим виробником рейкових транспортних засобів, DUEWAG AG, в 1994 році було поставлено завдання побудувати повністю низькопідлоговий трамвай класу ULF. 
Цей проект отримав назву NF-100 (нім. 100% -Niederflurstrassenbahn - 100% низькопідлоговий трамвай). 
В 1996 році цей проект був успішно реалізований. 
Результатом став трамвай «Siemens Combino». 
Невдовзі після офіційної презентації у багатьох містах Європи були проведені тест-драйви нового трамваю. 
Ефективна реклама, ультрасучасні технології і абсолютно низька підлога зробили цей продукт все більш популярним не тільки у Німеччині. 
Новинкою на трамвайному ринку зацікавилися численні транспортні компанії. 
На кінець 2010-х версію трамвая «Combino Classic», тобто першу версію, що випустили, можна побачити в Амстердамі, Аугсбурзі, Базелі, Берні, Будапешті, Ерфурті, Хіросімі, Мельбурні, Нордгаузені, Познані, Ульмі та Потсдамі. 
В результаті подальшої роботи і конкретних замовлень для інших міст було створено багато модифікацій, які були позначені іншим способом, але випускаються як серія Combino: NF8, NF8U або NF10. 
Для Нордгаузена також було виготовлено 3 двосторонні трамваї, позначених як «Combino ZR».

## Опис
Вагон «Combino» розроблено у модульній формі, тобто його можна в будь-який момент розширити, додавши або видаливши модуль. 
Завдяки цьому «Combino» доступний у варіантах різної довжини, що відповідають потребам даної компанії. 
Випускається 7 версій: від 18 метрів до 42 метрів. 
Перевагою цієї конструкції є також можливість використання трамвая як маршрутного (двостороннього) транспортного засобу. 
На додаток до електричних версій, також доступна версія DuoCombino (дизельний двигун). 
У «Combino» є інноваційні рішення, в т.ч у конструкції візка. 
Колеса трамвая не з'єднані між собою осями (як в інших рейкових транспортних засобах), тому шасі вагона можна максимально опустити. Корпус повністю виготовлений з алюмінію. 
Спеціальний комп'ютер інформує водія про будь-які несправності у вагоні.
«Combino Plus» NF12 для Будапешта, оснащено сталевим кузовом, має довжину 54 м.

## Використання «Siemens Combino» по всьому світу
Близько 500 трамваїв працює у містах:
| Розташування                   | Оператор                                                        | Тип                         | Рік            | Кількість |
| ------------------------------ | --------------------------------------------------------------- | --------------------------- | -------------- | --------- |
| Нідерланди Амстердам           | Gemeente Vervoerbedrijf                                         |                             | 2005           | 155       |
| Німеччина Аугсбург             | Stadtwerke Augsburg                                             |                             | 2004           | 41        |
| Швейцарія Базель               | Basler Verkehrsbetriebe BVB                                     |                             | 2002           | 28        |
| Швейцарія Берн                 | Bernmobil (колишня Städtische Verkehrsbetriebe Bern)            |                             | 2003+2009/2010 | 15+21     |
| Німеччина Дюссельдорф          | Rheinbahn AG                                                    | NF 10                       | 2000-2002      | 36        |
| Німеччина Дюссельдорф          | Rheinbahn AG                                                    | NF 8                        | 2003-2004      | 15        |
| Німеччина Дюссельдорф          | Rheinbahn AG                                                    | NF8U                        | 2006-2007      | 15        |
| Німеччина Ерфурт               | Erfurter Verkehrsbetriebe                                       |                             | 2000-2006      | 48        |
| Німеччина Фрайбург-ім-Брайсгау | Freiburger Verkehrs                                             |                             | 2003           | 18        |
| Японія Хіросіма                | Електрична залізниця Хіросіми(広島電鉄)                         | 5000                        | 2002           | 12        |
| Австралія Мельбурн             | Yarra Trams                                                     | D1                          | 2002-2004      | 38        |
| Австралія Мельбурн             | Yarra Trams                                                     | D2                          | 2003           | 21        |
| Німеччина Нордгаузен           | Stadtwerke Nordhausen Verkehrs- und Stadtreinigungsbetrieb GmbH |                             | 2002           | 7         |
| Німеччина Нордгаузен           | Stadtwerke Nordhausen Verkehrs- und Stadtreinigungsbetrieb GmbH | Siemens Combino Duo         | 2004           | 3         |
| Польща Познань                 | Miejskie Przedsiębiorstwo Komunikacyjne w Poznaniu Sp. z o.o.   |                             | 2004           | 14        |
| Німеччина Потсдам              | Verkehrsbetrieb Potsdam (ViP)                                   |                             | 1998-2001      | 16        |
| Німеччина Ульм                 | SWU Verkehr                                                     |                             | 2003-2008      | 10        |
| Угорщина Будапешт              | BKV Zrt.                                                        | NF12B Siemens Combino Supra | 2006-2007      | 40        |